# Puy de Laschamps
Le puy de Laschamps, ou montagne de Laschamps, est un sommet d'origine volcanique culminant à 1 256 m d'altitude dans le département français du Puy-de-Dôme.

## Géographie
Le puy de Laschamps est situé dans la chaîne des Puys, au sein du Massif central.